# Mainstream Rock Tracks chart
| |
| Chronologie |
| - 1981 - Rock Albums & Top Charts - 1984 - Top Rock Tracks - 1986 - Album Rock Tracks - 1996 - Mainstream Rock |

Mainstream Rock Tracks (à l'origine appelé Rock Albums & Top Charts) est un classement de chansons du magazine Billboard et jouées sur la radio Rock Mainstream. Cette station diffuse principalement de la musique rock, surtout du hard rock.
Le classement « Rock Albums & Top Charts » est établi le 21 mars 1981, les albums sont classés jusqu'à la 50e place, et les singles, 60e. En septembre 1984, le classement pour les albums disparaît et celui des chansons change de nom pour « Top Rock Tracks », et passe d'un classement de 60 à 50 chansons en octobre 1984. 
Le nom du classement change à nouveau le 12 avril 1986, passant de « Top Rock Tracks » à « Album Rock Tracks ». En novembre 1991, le classement baisse son quota et passe de 50 à 40 chansons. Pour différencier les albums de rock classiques et alternatifs à la radio, Billboard change à nouveau le nom en « Mainstream Rock Tracks » le 13 avril 1996.
Jusqu'en janvier 2024, le groupe américain Shinedown a atteint la première place du classement 19 fois.

## Liste des singlesno1du Mainstream Rock
- Nbr. : indique le nombre de singles d'un artiste ayant atteint la première place au Mainstream Rock.

| Nbr. | Artiste          | Single(s) | Réf    |
| ---- | ---------------- | --- | ------ |
| 14   | Three Days Grace | - Just Like You [2004] - Animal I Have Become [2006] - Pain [2006] - Never Too Late [2007] - Break [2009] - The Good Life [2010] - World So Cold [2010] - Chalk Outline [2012] - The High Road [2013] - Misery Loves My Company [2013] - Painkiller [2014] - I Am Machine [2015] - The Mountain [2018] - Infra-Red [2018]          | [ 4 ]  |
| 13   | Van Halen        | - Oh Pretty Woman [1982] - Jump [1984] - Why Can't This Be Love [1986] - Black and Blue [1988] - When It's Love [1988] - Poundcake [1991] - Runaround [1991] - Top of the World [1991] - Won t Get Fooled Again [1993] - Don't Tell Me (What Love Can Do) [1995] - Humans Being (1996) - Me Wise Magic [1996] - Without You [1998] | [ 5 ]  |
| 12   | Shinedown        | - Save Me [2005] - Devour [2008] - Second Chance [2008] - Sound of Madness [2009] - The Crow and the Butterfly [2010] - Diamond Eyes (Boom-Lay Boom-Lay Boom) [2011] - Bully [2012] - Unity [2012] - Cut the Cord [2015] - State of my Head [2016] - How Did You Love [2017] - Devil [2018]                                        | [ 6 ]  |
| 9    | Metallica        | - Until It Sleeps [1996] - Hero of the Day [1996] - Turn the Page [1998] - I Disappear [2000] - No Leaf Clover [2000] - The Day That Never Comes [2008] - Cyanide [2009] - Hardwired [2016] - Atlas, Rise! [2017] | [ 7 ]  |
| 9    | Aerosmith        | - Love in an Elevator [1989] - The Other Side [1990] - What it Takes [1990] - Cryin' [1993] - Livin' on the Edge [1993] - Deuces Are Wild [1994] - Pink [1997] - Falling in Love (Is Hard on the Knees) [1997] - Jaded [2001] | [ 8 ]  |
| 8    | Linkin Park      | - Somewhere I Belong [2003] - Breaking the Habit [2004] - Numb [2004] - What I've Done [2007] - New Divide [2009] - Burn It Down [2012] - Until It's Gone [2014] - Guilty All the Same [2014] | [ 9 ]  |
| 8    | Nickelback       | - How You Remind Me [2001] - Never Again [2002] - Too Bad [2002] - Figured You Out [2004] - Photograph [2005] - Animals [2006] - Something in Your Mouth [2009] - Edge of a Revolution [2014] | [ 10 ] |
| 7    | U2               | - With or Without You [1987] - Angel of Harlem [1988] - Desire [1988] - Mysterious Ways [1991] - One [1992] - Even Better Than the Real Thing [1992] - Hold Me, Thrill Me, Kiss Me, Kill Me [1995] | [ 11 ] |
| 5    | 3 Doors Down     | - Kryptonite [2000] - Loser [2000] - Duck and Run [2001] - When I'm Gone [2002] - It's Not My Time [2008] | [ 12 ] |